# Говоров, Афанасий Михайлович
Афанасий Михайлович Говоров (30 декабря 1919—1972) — советский государственный деятель.

## Биография
Родился 30 декабря 1919 году в II Ольтёхском наслеге Борогонского улуса (ныне Усть-Алданский улус).
В 1936 году окончил Якутский финансово-экономический техникум по специальности «экономист-плановик». С 1939 года работал экономистом Госплана Якутской АССР. С 1940 года по 1943 год являлся председателем плановой комиссии Якутского районного совета депутатов трудящихся. В этот период, с 1942 по 1943 год, служил в Красной армии и участвовал в Великой Отечественной войне, где был ранен и получил инвалидность III группы.
Вернувшись на родину, в 1943—1944 годах снова работал экономистом Госплана ЯАССР, в 1944—1946 годах — председатель Якутского горплана. Затем работал заведующим отделом Министерства финансов Якутской АССР. С 1950 года — старший экономист, начальник сводного сектора планирования, с 1957 года — заместитель председателя, с 1962 по 1972 год — председатель Госплана Якутской АССР. В 1951 году заочно окончил Московский государственный экономический институт (ныне Российский экономический университет имени Г. В. Плеханова) по специальности «экономист».
Занимался общественной деятельностью — был членом Якутского областного комитета КПСС и депутатом Верховного Совета ЯАССР VI, VII и VIII созывов от Соттинского избирательного округа Среднеленского сельского района. За годы работы в Госплане ЯАССР А. М. Говоров опубликовал много статей в республиканских газетах «Кыым» и «Социалистическая Якутия», в их числе: «О состоянии капитального строительства республики» (1959), «О повышении коэффициента полезного действия машин» (1959), «О сокращённом рабочем дне» (1960), «Лампа Ильича в Якутии» (1960).
Умер в 1972 году.

## Награды
- орден Славы 3-й степени
- орден Трудового Красного Знамени
- медаль «За победу над Германией в Великой Отечественной войне 1941—1945 гг.»
- другие медали
- Заслуженный работник народного хозяйства Якутской АССР.